# مستشفى دار الشفاء (الكويت)
في عام 1963، تم تأسيس مستشفى دار الشفاء في دولة الكويت. وقد كان بالأساس مستشفى متخصص للنساء والولادة يقع في منطقة شرق، بمدينة الكويت.
في عام 1992، مر مستشفى دار الشفاء بمرحلة توسعات ليصبح مستشفى عام متكامل يتضمن مجموعة واسعه من الخدمات. في عام 2003، تم نقل موقع المستشفى إلى محافظة حولي. وقد تزامن مع انتقال الموقع زيادة في كل من عدد الأسرة للمرضى الداخليين والعيادات الخارجية.

## الإعتمادات والجوائز

### الاعتماد الكندي العالمي
في عام 2007، حصل مستشفى دار الشفاء على اعتماد جودة الخدمات الصحية من المجلس الكندي لاعتماد المستشفيات، الذي أصبح يُعرف الآن بالاعتماد الكندي العالمي. وكانت هذه لحظة تاريخية في مجال الرعاية الصحية في دولة الكويت، وذلك لأن بحصول مستشفى دار الشفاء على هذا الاعتماد يكون قد حقق السبق كأول مستشفى يمهد الطريق لرحلة الرعاية الصحية عالية الجودة وتطبيق المعايير العالمية.
في عام 2010، كان مستشفى دار الشفاء أول الحاصلين محلياً على شهادة اعتماد من برنامج اعتماد الجودة الكندي العالميQmentum. وفي عام 2013، واستمراراً لمسيرة الجودة، حقق المستشفى سبقاً مهماً بحصوله على اعتماد الجودة البلاتيني من برنامج الاعتماد الكندي العالمي Qmentum .
وفي عام 2016، حصل مستشفى دار الشفاء على أعلى مستوى اعتماد يمكن أن يتم منحه من قبل مجلس الاعتماد الكندي وهو الاعتماد الماسي.

### اعتماد الكلية الأمريكية للأشعة
في عام 2013، حقق مركز التصوير التشخيصي في مستشفى دار الشفاء الريادة حيث كان الأول على مستوى الشرق الأوسط والرابع عالمياً في الحصول على اعتماد الجودة من الكلية الأمريكية للأشعة على خدمات الأشعة المقطعية والذي تضمن شعار «التصوير اللطيف» لتصوير الأطفال بجرعة أشعة منخفضة.
وفي عام 2014، حصل مركز التصوير التشخيصي مرة أخرى على اعتماد الجودة من الكلية الأمريكية للأشعة على خدمات التصوير بالرنين المغناطيسي. واستكمالاً لرحلة تعزيز الجودة، في عام 2015، حصل فريق قسم الأشعة أيضاً على اعتماد الجودة من الكلية الأمريكية للأشعة على خدمات التصوير بالموجات الصوتية (السونار) وتبعها شهادة اعتماد الجودة في العام 2016 على خدمات تصوير الثدي وخدمات تصوير سرطان الرئة.

### شهادة بيرو فيريتاس الأيزو 22000: 2005
في عام 2011، حصل قسم خدمات التغذية في مستشفى دار الشفاء على شهادة الأيزو 22000: 2005 لتقديمه خدمات التغذية والإطعام الكاملة بأعلى مستويات الجودة.
في عام 2014، تم تجديد شهادة اعتماد خدمات التغذية الأيزو 22000: 2005 لمدة ثلاث سنوات إضافية، عقبه تجديد آخر لمدة 3 سنوات في عام 2017.

## الأقسام الطبية
- قسم التخدير
- قسم الأمراض القلبية
- قسم الأمراض الجلدية
- مركز التصوير التشخيصي
- قسم التغذية
- قسم الأنف والأذن والحنجرة
- قسم الطوارئ
- قسم الغدد الصماء
- قسم الجهاز الهضمي
- قسم الأمراض الباطنية
- قسم الأشعة التداخلية
- المختبرات الطبية
- قسم حديثي الولادة
- قسم المخ والأعصاب
- قسم أمراض الكلى
- قسم النساء والولادة
- قسم جراحة المخ والأعصاب
- قسم طب وجراحة العيون
- وحدة طب الخصوبة
- قسم جراحة العظام
- قسم الأطفال
- قسم العلاج الطبيعي وإعادة التأهيل
- قسم الجراحة التجميلية
- الصيدلية
- قسم الجراحة العامة
- قسم المسالك البولية
- قسم الأمراض الصدرية واضطرابات النوم

## الشركات التابعة

### مركز دار الشفاء الطبي
يعتبر مركز دار الشفاء الطبي من أهم المراكز الطبية التابعة لمستشفى دار الشفاء وتكمن أهميته كونه جزء من المستشفى وكونه يحتوي على جميع الاختصاصات الطبية والأسنان.
تم إنشاء المركز منذ أكثر من 10 سنوات وكان ولا يزال هدف الإدارة الأول تقديم أفضل الخدمات الطبية علي أيدي مجموعة من أفضل الأطباء في جميع الاختصاصات.

### مركز دار الشفاء للأسنان
مركز دار الشفاء للأسنان هو مركز تخصصي شامل يجمع بين كافة تخصصات طب الأسنان على أيدي استشاريين وأخصائيين ذوي خبرة طويلة، وبإستخدام أحدث الطرق والتكنولوجيا في مجال طب الأسنان. كما يتميز مركز دار الشفاء للأسنان بموقعه المناسب الذي يسهل الوصول إليه في منطقة ميدان حولي، خلف حديقة الشعب.

### الرعاية المنزلية من دار الشفاء
برنامج الرعاية المنزلية من مستشفى دار الشفاء هو امتداد لخدمات الرعاية الصحية المقدمة لكم حيث نراعي احتياجاتكم وراحتكم في بيوتكم.

### مركز دار الشفاء للتدريب
تم تأسيس مركز التدريب في مستشفى دار الشفاء سنة 2008 تحت رعاية جمعية القلب الأمريكية.
يقدم المركز دورات متعددة لمقدمي الرعاية الصحية وأفراد المجتمع تهدف إلى تعزيز مهاراتهم في التعامل مع الحالات الطارئة التي تهدد الحياة. 
وهذه الدورات تشمل دعم الحياة الأساسي والمتقدم، الدعم المتقدم لإنعاش القلب، دعم الحياة للأطفال، وتخطيط القلب كما يوفر المركز دورات لأفراد الأسرة والأصدقاء تتمحور حول أهمية سرعة الاستجابة لحالات الطوارئ، التنفس الصناعي المناسب والتدخل السريع لإنعاش القلب.